# Gamserrugg
Der Gamserrugg (Betonung auf -rugg) oder Gamser Rugg ist ein Berg in der Region Werdenberg im Schweizer Kanton St. Gallen. Sein Name bezieht sich auf Gämsen, die früher dort lebten.

## Lage
Der Bergrücken steigt wie die unmittelbar westlich gelegenen Churfirsten gleichmässig von Norden nach Süden an. Etwa auf halber Höhe liegt die Gamsalp. Die benachbarten schrofigeren Berge der Alvierkette im Osten sind vom Gamserrugg durch eine Kerbe getrennt, die Nideri. Westlich des Gamserrugg liegt der Chäserrugg. Er ist vom Gamserrugg durch das Plisatal getrennt. Der Sattel zwischen beiden Bergen liegt gut 100 Meter tiefer als der Gipfel des Gamserruggs.

## Geologie
Die Hochfläche des Gamserruggs wird von einer ca. 90 m mächtigen Schicht des oberkreidezeitlichen Seewerkalks gebildet, einer Wechselfolge aus plattigem bis dünnbankigem, dichtem, chemisch fast reinem Kalkstein und dünnen Mergellagen. Die darunter liegenden Schichten der Garschella-Formation nehmen größere Flächen am Nordhang ein, bilden am Steilen Südabbruch aber nur einen schmalen Streifen. Darunter liegt Schrattenkalk.

## Erschliessung
Auf der Gamsalp steht die Bergstation einer Sesselbahn, die vom Oberdorf heraufführt. Etwas unterhalb der Gamsalp beginnt im Winter ein Skilift, der hinauf zur Kuppe auf eine Höhe von 2070 m ü. M. führt. Im Sommer lebt dort ein Alpbauer. 

## Wanderwege
Entlang des Gamserrugg führt ein Wanderweg über den Sattel ins Seeztal. Ein anderer Wanderweg verläuft am Gipfel vorbei in die steile Südflanke oder nach Osten zur Voralp und zum Voralpsee.
Der Geologische Rundweg umrundet den Berg von der Gamsalp aus und informiert an 12 Stationen über die lokale Geologie und Botanik.

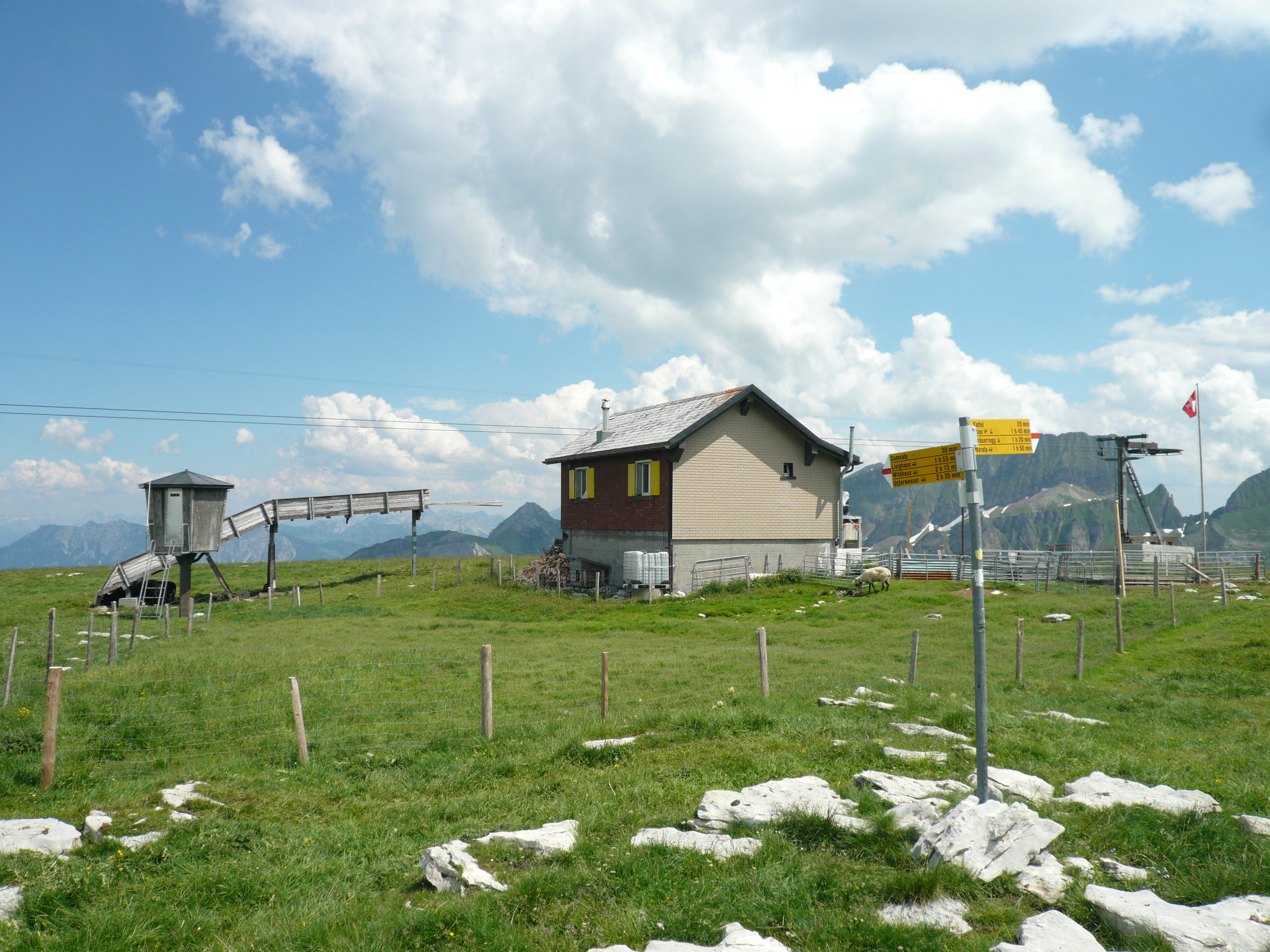
Auf dem Gipfelplateau, 2013
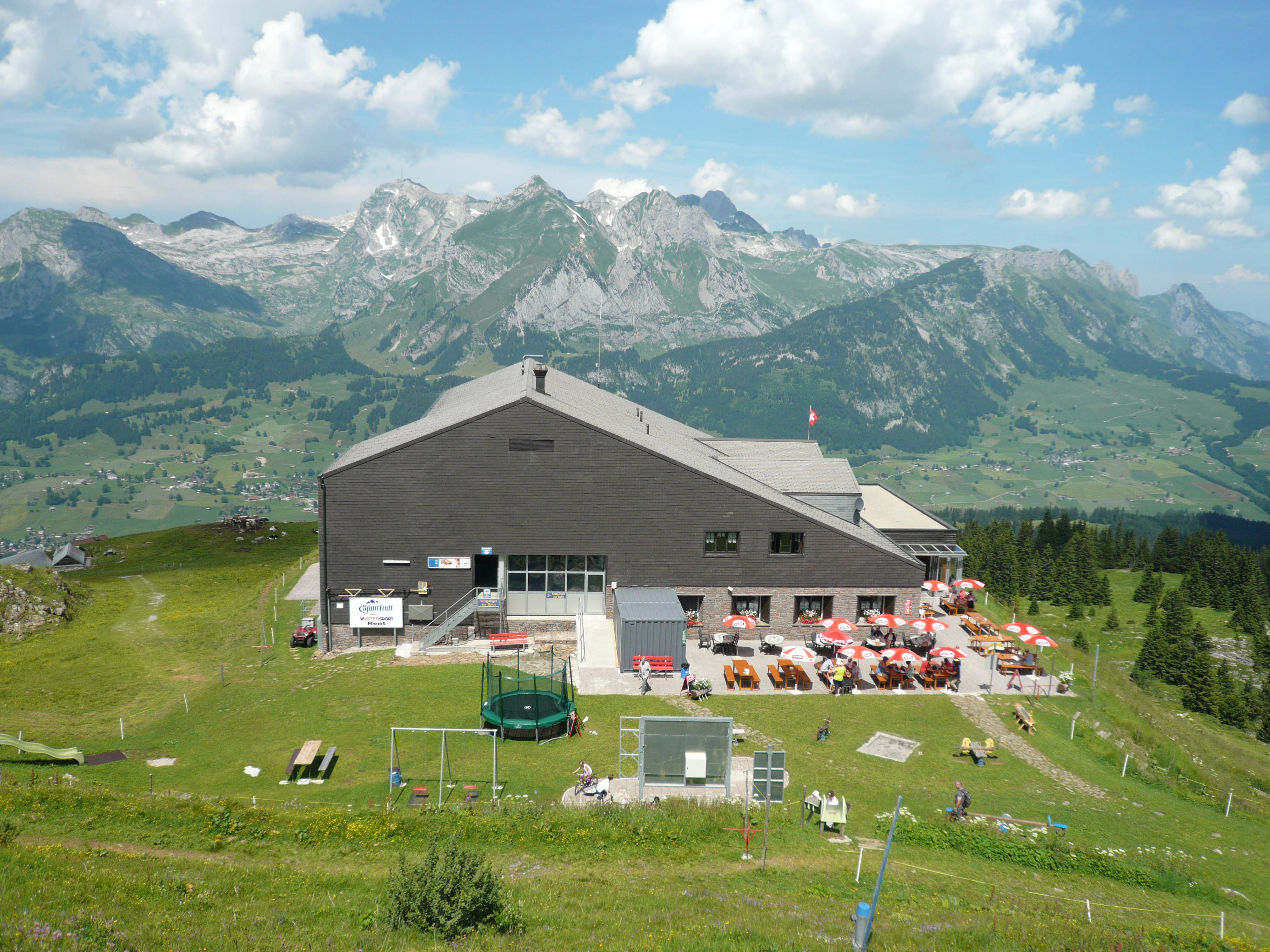
Die Gamsalp, Blick zum Alpstein